# 葉啟榮
葉啟榮，資深香港傳媒人，曾在多間傳媒機構工作，先後擔任過《天天日報》總編輯、《快周刊》總編輯、《太陽報》副總編輯、《新報》社長兼總編輯、南華傳媒集團首席編輯總監等職位，現為《信報》副總編輯。2013年至2015年,連續三屆在香港報業公會最佳新聞獎中文標題組進入三甲,分別為一冠軍兩季軍。
擔任《新報》社長兼總編輯期間，於2007年底宣布進行重整架構及裁員，並將報社由西環，遷往筲箕灣阿公岩村道3號川匯集團大廈5及6樓，亦即《成報》報社樓上
。
葉啟榮亦於2008年6月起，出任香港新聞工作者聯會副主席

## 外部連結
- 香港新聞工作者聯會網頁